# Barbara à L'Écluse
Albums de Barbara
Barbara chante Brassens
(1960)
Barbara à L'Écluse, est le « premier enregistrement public » de Barbara, il s'agit en fait d'un faux live enregistré en studio et donc son premier véritable album de ce genre. L’édition originale est sortie en France, en 1959.

## Édition originale de l’album
- Avril 1959 : Barbara à L'Écluse, disque microsillon 33 tours/25cm, Pathé Marconi/La voix de son maître (FDLP 1079).

– Pochette : création Publicis, photographie en noir et blanc, réalisée par Pierre Olry. Texte de présentation écrit par l’équipe du  cabaret L’Écluse.
– Enregistrement : monophonique.

### Réalisation
Les 9 chansons du disque ont été enregistrées de février 1958 à fin janvier 1959, au studio Jenner, dans le 13e arrondissement de Paris.

Pour donner l’illusion d’une soirée à L'Écluse, Barbara présente les titres et des applaudissements ont été ajoutés ; cet artifice sera supprimé lors de la réédition des chansons sur disques compacts.

### Musiciens
- Barbara : piano.
- Freddy Balta : accordéon.

### Chansons
Face 1
| No | Titre                           | Paroles              | Musique          | Durée      |
| -- | ------------------------------- | -------------------- | ---------------- | ---------- |
| 1. | La Femme d'Hector               | Georges Brassens     | Georges Brassens | 2 min 58 s |
| 2. | Souvenance                      | André Schlesser      | André Schlesser  | 2 min 36 s |
| 3. | Il nous faut regarder           | Jacques Brel         | Jacques Brel     | 2 min 07 s |
| 4. | Un monsieur me suit dans la rue | Jean-Paul Le Chanois | Jacques Besse    | 4 min 43 s |

Face 2
| No | Titre                | Paroles            | Musique            | Durée      |
| -- | -------------------- | ------------------ | ------------------ | ---------- |
| 1. | Les Amis de Monsieur | Harry Fragson      | Fragson            | 1 min 56 s |
| 2. | Tais-toi Marseille   | Maurice Vidalin    | Jacques Datin      | 3 min 04 s |
| 3. | La Belle Amour       | Jean Poissonnier   | Barbara            | 2 min 39 s |
| 4. | La Joconde           | Paul Braffort      | Paul Braffort      | 1 min 47 s |
| 5. | Les Sirènes          | Brigitte Sabouraud | Brigitte Sabouraud | 3 min 16 s |

## Discographie liée aux chansons de l’album
Nota bene : Les titres de l’album sont suivis d’un astérisque. Pour chaque support, seule la première édition est retenue.
Identifications des différents supports :
EP (Extended Playing) = Microsillon 45 tours/17 cm (4 titres), ou super 45 tours.
LP (Long Playing) = Microsillon 33 tours/30 cm.
CD (Compact Disc) = Disque compact.

### Disques 45 tours
- Avril 1958 : La Chanteuse de minuit, EP Pathé Marconi/La voix de son maître (EGF 339)[5].

– Face 1 : L'Homme en habit (Pierre Delanoé– Domenico Modugno) • J'ai troqué (Barbara).
– Face 2 : La Joconde * (Paul Braffort) • J'ai tué l'amour (Barbara).
- Octobre 1958 : EP Pathé Marconi/La voix de son maître (EGF 371).

– Face 1 : Les Amis de Monsieur * (Harry Fragson) • Maîtresse d'acteur (Léon Xanrof).
– Face 2 : Veuve de guerre (Marcel Cuvellier) • D'elle à lui (Paul Marinier).
- Avril 1959 : EP Pathé Marconi/La voix de son maître (EGF 424).

– Face 1 : Les Boutons dorés (Maurice Vidalin – Jacques Datin) • Les Voyages (Raymond Lévesque).
– Face 2 : La Belle Amour * (Jean Poissonier – Barbara) • Souris pas Tony (Jeannette Picot – Christiane Verger).

### Publications contenant les 9 chansons de l’album
- 1991 : L’Homme en habit, CD EMI, coll. « Préférence » (253 754-2).

– 16 titres, dont les 9 de l’album.
– La photo de couverture du livret est de Claude Gassian.
- Mars 1992 : La Chanteuse de minuit[8], CD Philips/Phonogram (510 815-2)[9].

– 19 titres, dont les 9 de l’album.
– Les applaudissements factices sont ici supprimés.
– La couverture du livret reprend la photo de la pochette du premier 45 tours (Archives Roger-Viollet).
- Mars 2001 : La Chanteuse de minuit[8], CD EMI (537 002-2).

– 21 titres : les 12 chansons des trois 45 tours, suivis des 9 chansons de l’album.
– Les applaudissements factices sont ici supprimés.
– La couverture du livret reprend le dessin de l’affiche (peinte par André Gaillard) qui fut utilisée pour les concerts du début des années soixante.
| No  | Titre                                       | Paroles              | Musique            | Durée      |
| --- | ------------------------------------------- | -------------------- | ------------------ | ---------- |
| 1.  | L’Homme en habit                            | Pierre Delanoé       | Domenico Modugno   | 3 min 34 s |
| 2.  | J’ai troqué                                 | Barbara              | Barbara            | 2 min 19 s |
| 3.  | La Joconde (Menuet pour) (version 45 tours) | Paul Braffort        | Paul Braffort      | 2 min 10 s |
| 4.  | J’ai tué l’amour                            | Barbara              | Barbara            | 3 min 17 s |
| 5.  | Les Amis de Monsieur (version 45 tours)     | Harry Fragson        | Harry Fragson      | 2 min 04 s |
| 6.  | Maîtresse d’acteur                          | Léon Xanrof          | Léon Xanrof        | 1 min 27 s |
| 7.  | Veuve de guerre                             | Marcel Cuvellier     | Marcel Cuvellier   | 1 min 40 s |
| 8.  | D’elle à lui                                | Paul Marinier        | Paul Marinier      | 2 min 25 s |
| 9.  | Les Boutons dorés                           | Maurice Vidalin      | Jacques Datin      | 2 min 57 s |
| 10. | Les Voyages                                 | Raymond Lévesque     | Raymond Lévêque    | 2 min 47 s |
| 11. | La Belle Amour (version 45 tours)           | Jean Poissonnier     | Barbara            | 2 min 29 s |
| 12. | Souris pas Tony                             | Jeannette Picot      | Christiane Verger  | 3 min 50 s |
| 13. | La Femme d'Hector *                         | Georges Brassens     | Georges Brassens   | 2 min 56 s |
| 14. | Souvenance *                                | André Schlesser      | André Schlesser    | 2 min 35 s |
| 15. | Il nous faut regarder *                     | Jacques Brel         | Jacques Brel       | 2 min 04 s |
| 16. | Un monsieur me suit dans la rue *           | Jean-Paul Le Chanois | Jacques Besse      | 4 min 45 s |
| 17. | Les Amis de Monsieur *                      | Harry Fragson        | Harry Fragson      | 2 min 03 s |
| 18. | Tais-toi Marseille *                        | Maurice Vidalin      | Jacques Datin      | 3 min 02 s |
| 19. | La Belle Amour *                            | Jean Poissonnier     | Barbara            | 2 min 42 s |
| 20. | La Joconde *                                | Paul Braffort        | Paul Braffort      | 1 min 46 s |
| 21. | Les Sirènes * (Le Cri Des Sirènes)          | Brigitte Sabouraud   | Brigitte Sabouraud | 3 min 09 s |